# アラビアン花ちゃん
アラビアン花ちゃん（ - はなちゃん）は、萩岩睦美の漫画作品。『りぼん』（集英社）で1989年1月号から7月号まで連載された他、増刊号『りぼんオリジナル』に番外編1編が掲載された。
一部のエピソードにステレオタイプ的な先住民が登場し、人種差別的と見られることから単行本は早くに絶版となっていたが、2006年に集英社文庫から漫画文庫として復刊された。

## あらすじ
小学生のひろくんは世界各地を旅するカメラマンの松五郎おじさんから呪文を唱えながら磨くと中から魔神が現れるという言い伝えのある魔法のランプをおみやげにもらった。ひろくんが半信半疑でランプをこすると、中から魔神の女の子が現れる。
魔神の女の子はご主人様となったひろくんに「花ちゃん」という名前をもらい、魔力で様々な騒動を起こす。

## 登場キャラクター
花ちゃん（はなちゃん）
魔法のランプで300年間眠っていた魔神の女の子。ランプは人々の手から手へ転々とわたり、はるばる日本へたどり着いてひろくんの持ち物に。本名は別にあるらしいが「日本らしい名前」が欲しいと希望し、ひろくんから「花ちゃん」と命名される。
ひろし
小学3年生の、心優しく気が弱い少年。普段は「ひろくん」と呼ばれている。おじさんからもらった魔法のランプから現れた花ちゃんのご主人様になってしまう。泳げない。
金太郎（きんたろう）
ひろくんが飼っているイノシシの子ども。花ちゃんの魔法で人間の言葉を喋れるようになった。
ひでよし
ひろくんと同級生のガキ大将。
北山先生（きたやませんせい）
3年2組の担任。隣のクラスの桜井先生に好意を抱いているが、告白出来ないでいる。
桜井先生（さくらいせんせい）
隣のクラスの担任。2組がうるさいこともあって、いつもつれない態度をとってしまうが、実は北山先生が好き。武道をたしなんでいて、とても強い。
キーマ
花ちゃんが動物園から脱走させた動物たちを送り届けた先のアフリカで原住民の水源を飲み干して捕まった際、こっそり解放してくれた原住民の少女。
谷山 ルリ子（たにやま ルリこ）
3年2組の学級委員。仕事で忙しい母にかまってもらえず、寂しい思いをしていた。身体検査中に腹痛で倒れ、花ちゃんたちが魔法で小さくなって体の中を探険する。

## 単行本
- りぼんマスコットコミックス
  - 前編 1989年8月初版 ISBN 4088534956
  - 後編 1989年11月初版 ISBN 4088535049
- 集英社文庫・コミック版
  - 2006年7月19日初版 ISBN 4086185024